# NGC 377
NGC 377 (również PGC 3931) – galaktyka spiralna (Sbc), znajdująca się w gwiazdozbiorze Wieloryba. Odkrył ją Francis Leavenworth 15 października 1885 roku, jednak ze względu na to, że pozycja podana przez niego była bardzo niedokładna, istniały wielkie problemy ze zidentyfikowaniem tego obiektu. Dopiero analiza odnalezionych szkiców Leavenwortha pozwoliła jednoznacznie określić, że zaobserwował on galaktykę PGC 3931. Katalog ESO i baza SIMBAD błędnie przypisują jej oznaczenie NGC 412.